# 中国古代军事史
古代中国的军事史源远流长，中国历史上历次王朝的更替都是以大规模的战争进行的，此外历史也上不断有民变和起事。中国和周边的少数民族，尤其是北方游牧民族有不断的冲突。1840年鸦片战争以来，中国和西方列强的战争几乎都以失败告终，陷入国家危机。清政府为挽救危局，开始一系列军事改革，为中国军事体系带来根本性变革，开启中国军队、军事工业的现代化进程。
十九世纪末期以来，西方列强对中国的多次侵略中，以新兴工业国家日本的侵略影响最为深刻。1945年，中国政府在美国，苏联等国家帮助下，取得抗日战争胜利。随后，中国共产党取得第二次国共内战胜利，建立中华人民共和国，而国民政府迁台，兩岸分治。中华人民共和国建国伊始参加的朝鲜战争，与超级大国美国主导的联合国军对战，结束了自鸦片战争以来，中国在与西方列强战争中惨败及被动的局面。目前，因兩岸分治，台湾海峡依然存在较高的战争风险。

## 军事思想

### 先秦
夏、商、周时的部分軍事謀略思想来源于《易經》中的八卦。中國最早的一部兵書軍志中提出了許多軍事辯證觀點，但此書早已亡佚。中國最早文獻匯編尚書、詩歌總集詩經，也記述了夏、商、周三代一些軍事理論片斷和謀略思想及戰爭情況。 
春秋時期，誕生了中國現存最早的兵書聖典孫子兵法。它總結了春秋及其以前的戰爭經驗，具有深刻的謀略思想，反映了戰爭的一般規律。它初步認識到戰爭的本質，突破長期鬼神論、天命觀的束縛，強調戰爭必取於人，具有樸素的唯物論觀點；它分析戰爭中的奇正、虛實、勇怯、強弱、安危、攻守等對立的現象及其相互轉化的關係，體現了樸素的辯證法思想：它揭示的某些戰爭規律和作戰原則，如：知彼知己，百戰不怠、攻其無備，出其不意、致人而不致於人一等，有其科學價值。
戰國時期，兵家著述紛起，為中國古代兵學著述的第一個高峰。具有代表性的兵法有吳子兵法、司馬法、孫臏兵法、尉繚子、六韜等。吳子兵法強調內修文德，外治武備，政治與軍事兼重的戰略；司馬法提出仁、義、禮、讓為本的治軍思想；孫臏兵法認為富國才能強兵；尉繚子提出兵者，以武為植，以文為種：武為表，文為裡的卓見：六韜言取天下及 軍旅之事。春秋戰國之際，由於天子征戰，諸侯爭霸，戰亂頻繁，經史典籍、諸子百家 也無不言及謀攻妙算、詭道用奇、應變用間的論兵謀略。儒家經典詩、書、禮、樂、易、春秋隨處可見仁義為本、足食足兵的思想；墨家經典《墨子》體現了兼愛、非攻，休生養息和注重武器與工程防護的主張；法家經典韓非子、商君書體現了講耕戰，重實力，貴權術，嚴刑賞的道理；道家經典老子體現了慈故能勇、柔弱勝剛強、進道若退的辯證命題；雜家經典管子、荀子體現了成功立事，必須於義，故不理不勝天下，不義不勝人，天行有常，不為堯存，不為桀亡的觀點。編年史左傳、國別史國語、典章制度匯編周禮、策士論集戰國策等，亦記載戰爭歷史，體現了謀略思想。

### 秦至清初
秦、漢、晉、隋、唐統一全國的幾次大規模戰爭中，各名將分別成功地創造運用了由近及遠、各個擊破、避實就虛、聲東擊西、水陸並進、分進合擊、先疲後打、奇兵突擊等謀略和戰術，黃石公三略，諸葛亮將苑，便宜十六策，唐太宗李衛公問對等，就是這些奇韜方略的具體記載。唐朝沿用经隋之府兵制。军队又分中央禁军、边军和地方军。军队由皇帝直接掌管，凡发十人十马以上，都要有兵部奉皇帝敕令颁发的鱼符、木契。《新唐书·兵志》云：“若四方有事，则命将以出，事解辄罢，兵散于府，将归于朝”。贞观时期，边将可连续三年领兵。唐朝的李荃著神機制敵太白陰經。

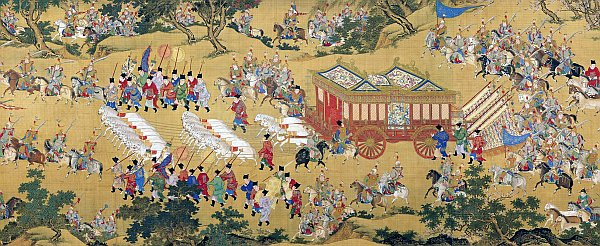
明代軍隊「出警入蹕」

宋朝統一了全國，為了鞏固政權，大力提倡文武百官研究歷代軍旅之政及 討伐之事。元豐三年，宋神宗下詔命國子監司業朱服、武學博士何去非等核訂孫子兵法、吳子兵法、六韜、司馬法、黃石公三略、尉繚子、唐太宗李衛公問對七書，作為考試武臣，選拔將帥的武學必讀之物。武經七書即源於此。
元朝在黑龙江下游及库页岛等地設征东元帅府，又称征东招讨司或东征元帅府，隶属于辽阳等处行中书省，先后为其下开元路、水达达路管辖。治所位于黑龙江下游东岸靠近入海口的奴儿干城（今俄罗斯尼古拉耶夫斯克特林）。居民主要为女真水达达与吉里迷。元朝初年，因骨嵬（今库页岛）越海掠吉里迷人，特设征东招讨司镇守其地。元世祖至元二十三年（1291年），驻奴尔干的征东招讨使塔塔儿带、杨兀鲁带曾率兵万人、船千艘征骨嵬。元人黄缙对东征元帅府的山川形势和当地居民生活情况曾如此描述：“东征元帅府，道路险阻，崖石错立，盛夏水活，乃能行舟；冬则以犬驾耙行冰上。地无禾黍，以鱼代食”。
元朝灭亡后，明朝曾在此处设奴儿干都指挥使司（1409年－1434年），治所亦在元征东元帅府旧地。
明朝戚繼光以練兵、教戰、用器、布陣見長的紀效新書、練兵實紀。何良臣專講選練實戰之法的陣紀：茅元儀收有鄭和航海圖和神火飛鴉等罕見資料的軍事百科全書武備志。焦勖傳播西方火器製造和使用技術的火攻挈要。顧祖禹綜述山川險易和用兵得失的地理學巨著讀史方與紀要等等兵學著述問世，形成中國古代兵學著述的第二個高峰期，豐富了中國武學寶庫。

### 近代
毛泽东军事思想是在国共内战和抗日战争中形成的军事理论，包括一系列军事战略战术和军事原则方法。其中，人民战争理论是毛泽东思想的重要组成部分，还包括工农武装割据、农村包围城市，游击战、运动战等理论。

## 军事技术

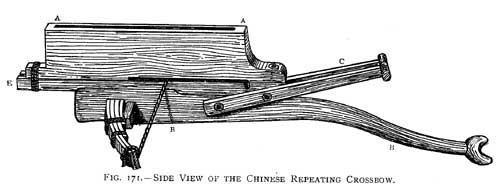
弩為中國重大軍事發明，前342年，孫臏在馬陵道戰役為人類史上第一次大規模運用弩戰，大敗魏軍。

### 工事

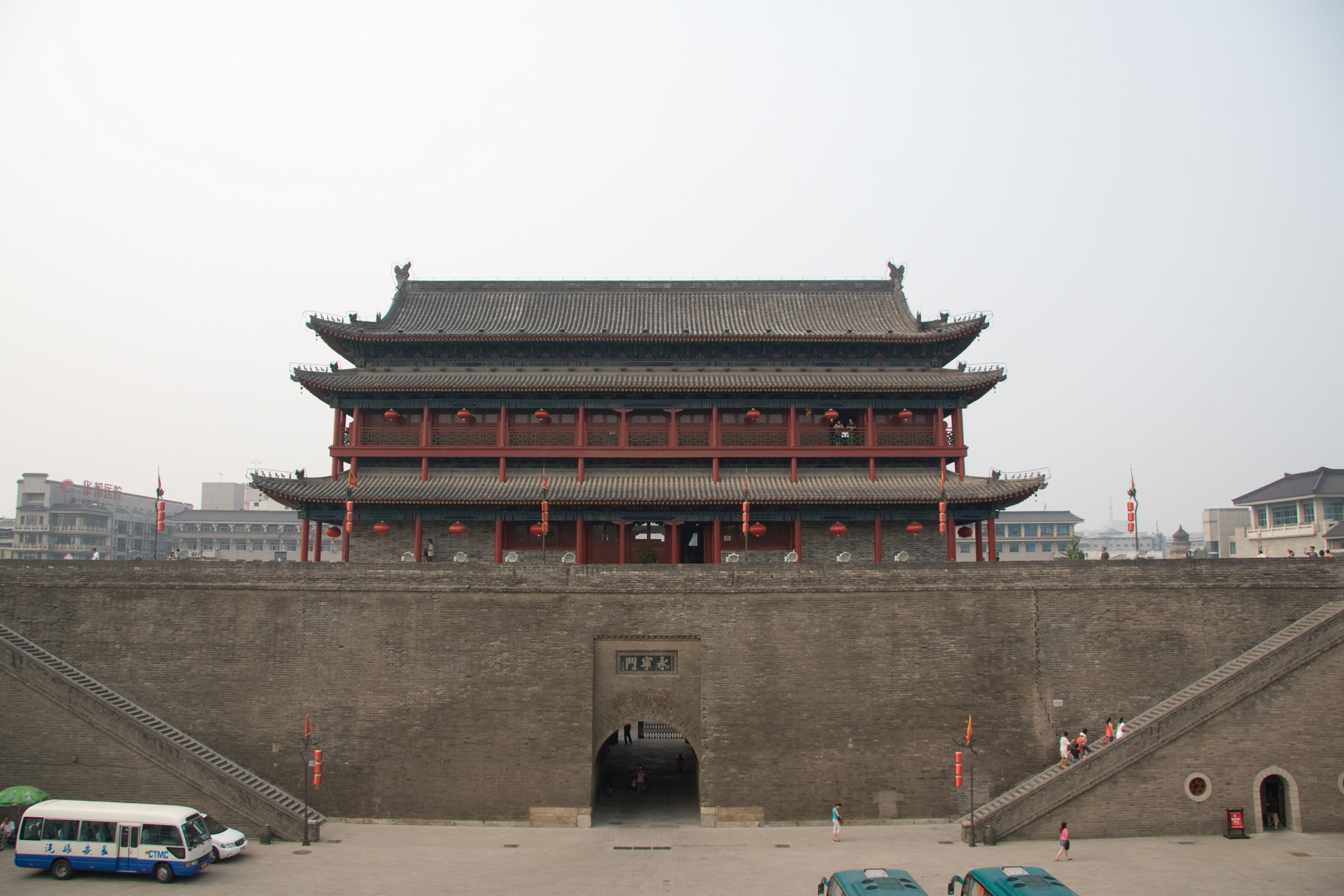
長安城牆的箭樓
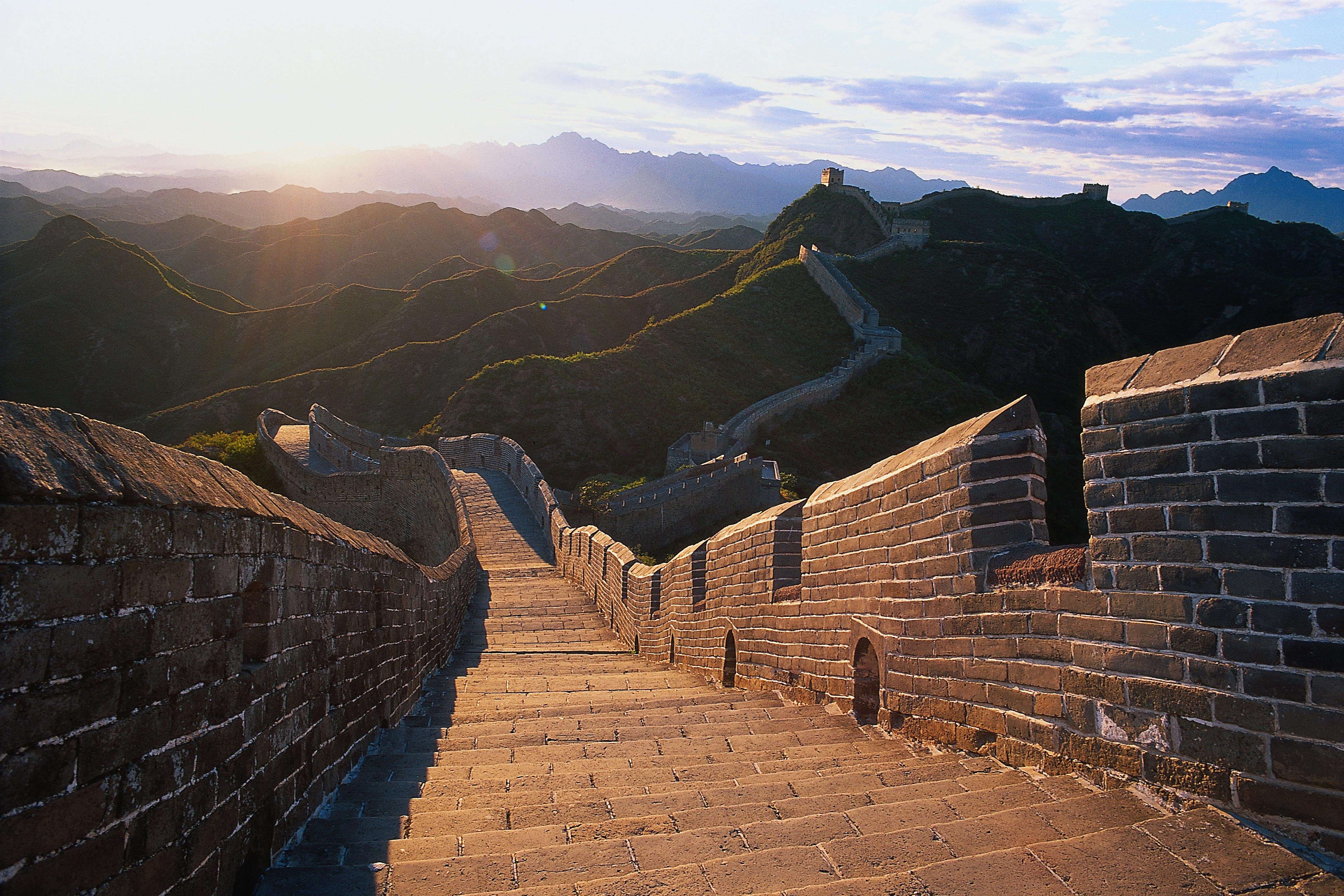
長城為人類史上最大防禦工事

### 火器
明朝開始有大規模火器運用，例如《火龍神器陣法》又名《火龍經》是一部中國古代火器大全，署名為劉基、焦玉等，自稱作於明朝永樂十年（1403年），首見於崇禎年間焦勒的《火攻罕要》，清朝咸豐年間方始有刻本傳世，其中有最早的地雷、水雷、火繩槍等等的描述。

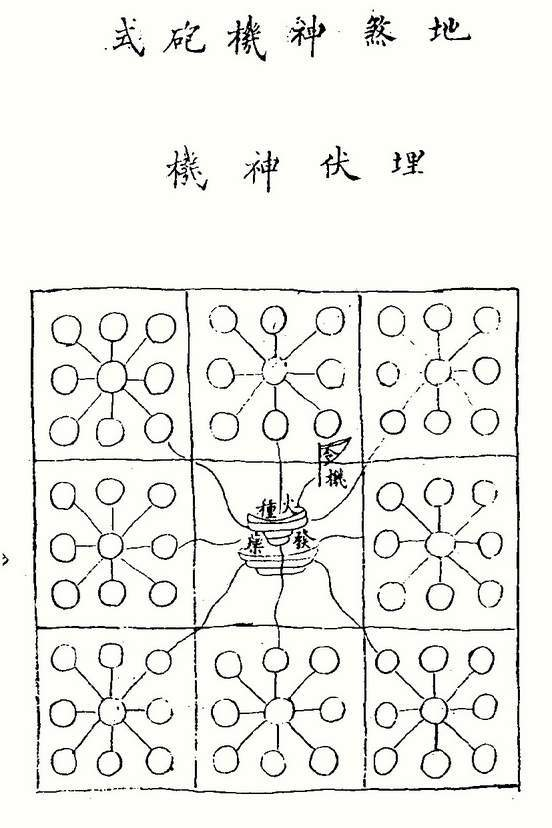
火龍神器陣法中的地雷
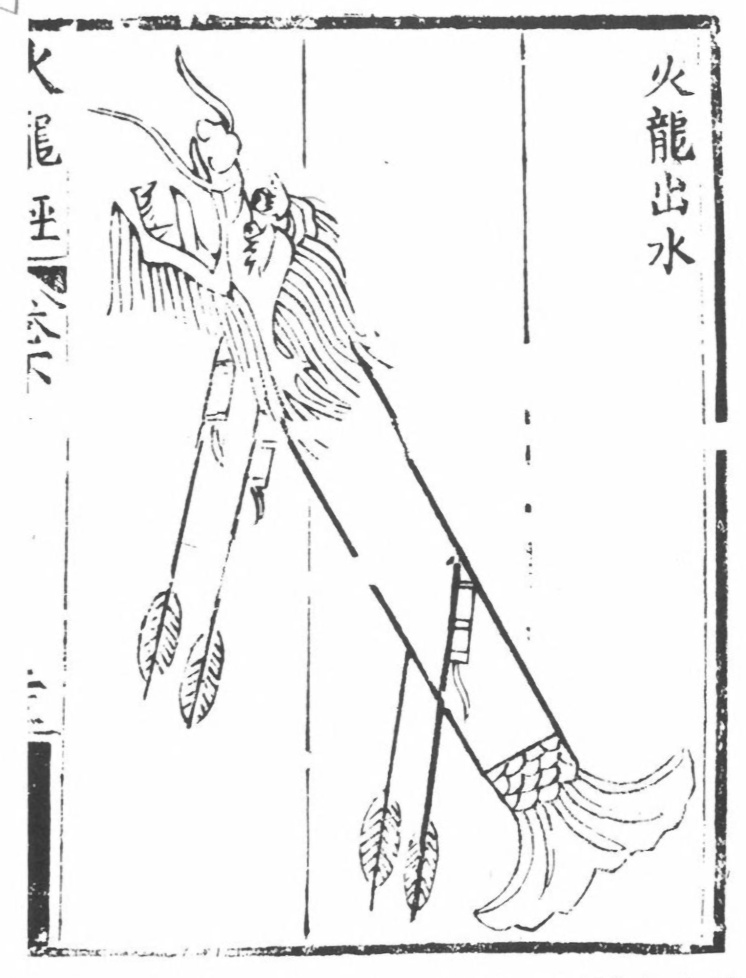
火龍神器陣法中的火龍出水火箭

## 军事制度
朱元璋先建立以金陵為中心的根據地，積糧練兵，擴充實力，爾後又採取先翦羽翼、後搗腹心的決策，北伐滅元。明朝實行睦鄰自固的國防政策，擴建沿海衛所，加強沿邊關防，整軍練兵，備戰慎戰，鞏固和發展了多民族國家的安全與統一。
深化国防和军队改革是2012年中共十八大推行的军事改革计划，是中华人民共和国1949年建国以来最大的一次军事改革。

### 军校
- 黄埔军校
- 南京军事学院

## 军事力量

### 水陆军

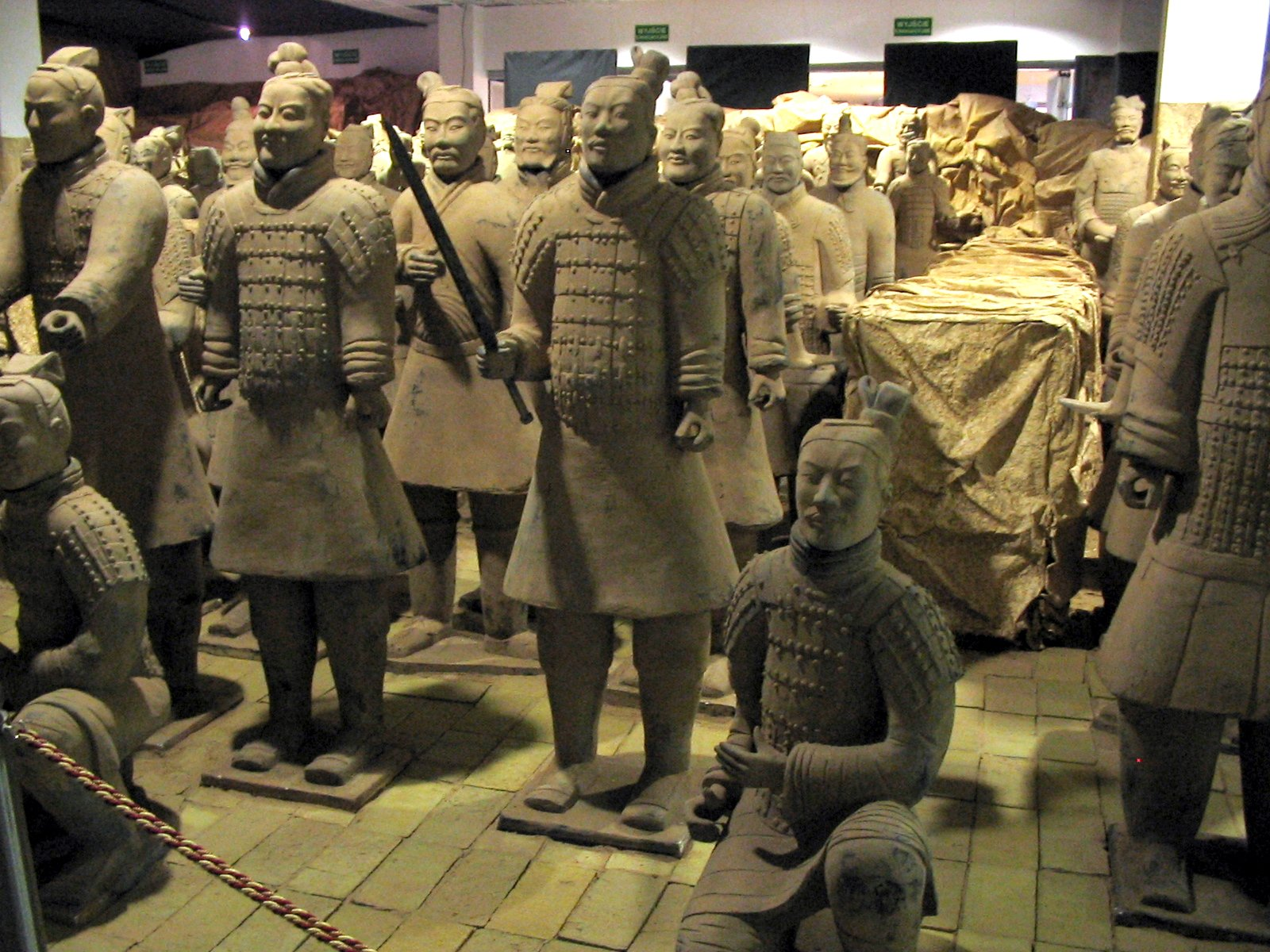
秦兵馬俑
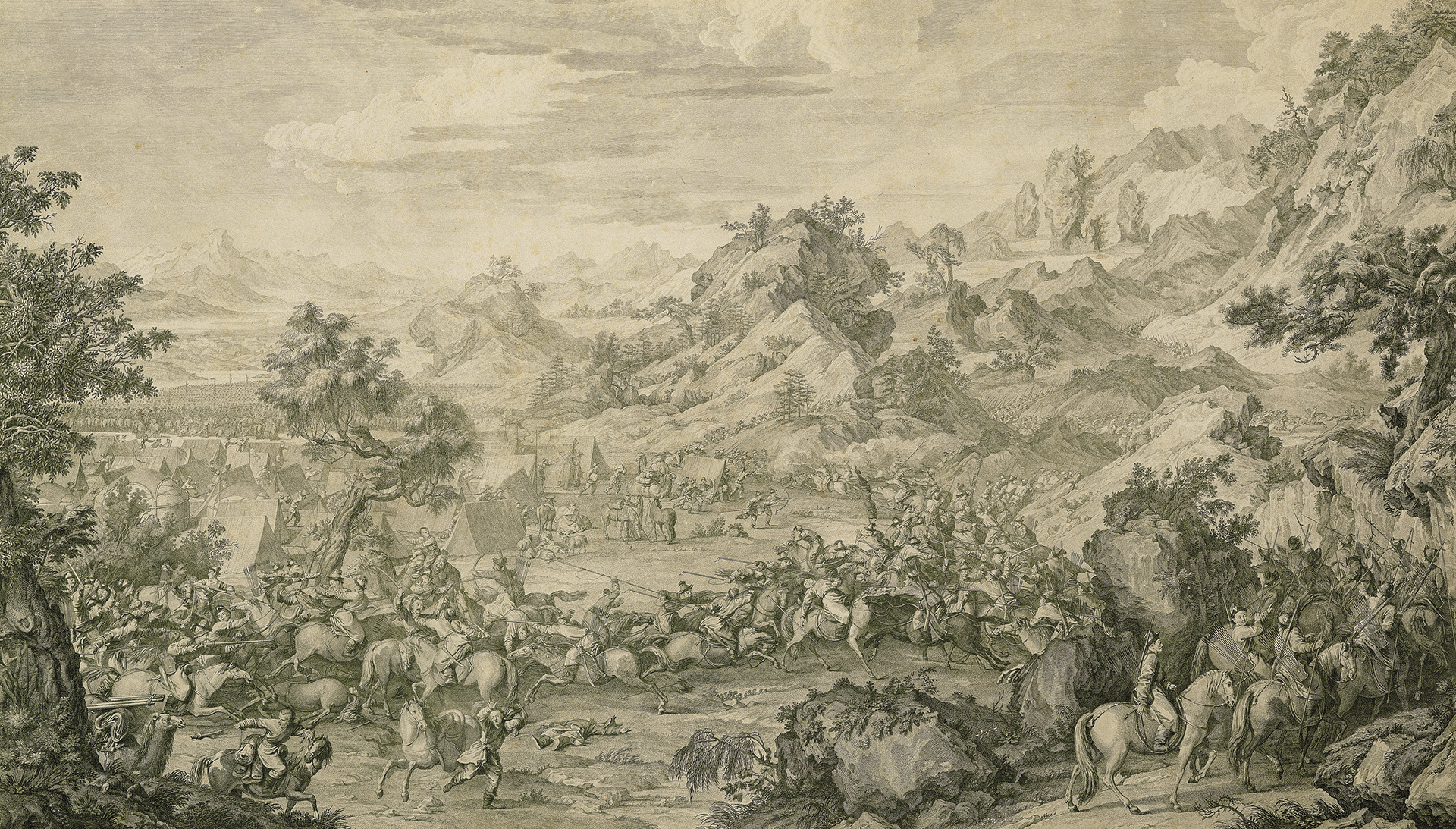
清朝《平定准噶尔回部得胜图》
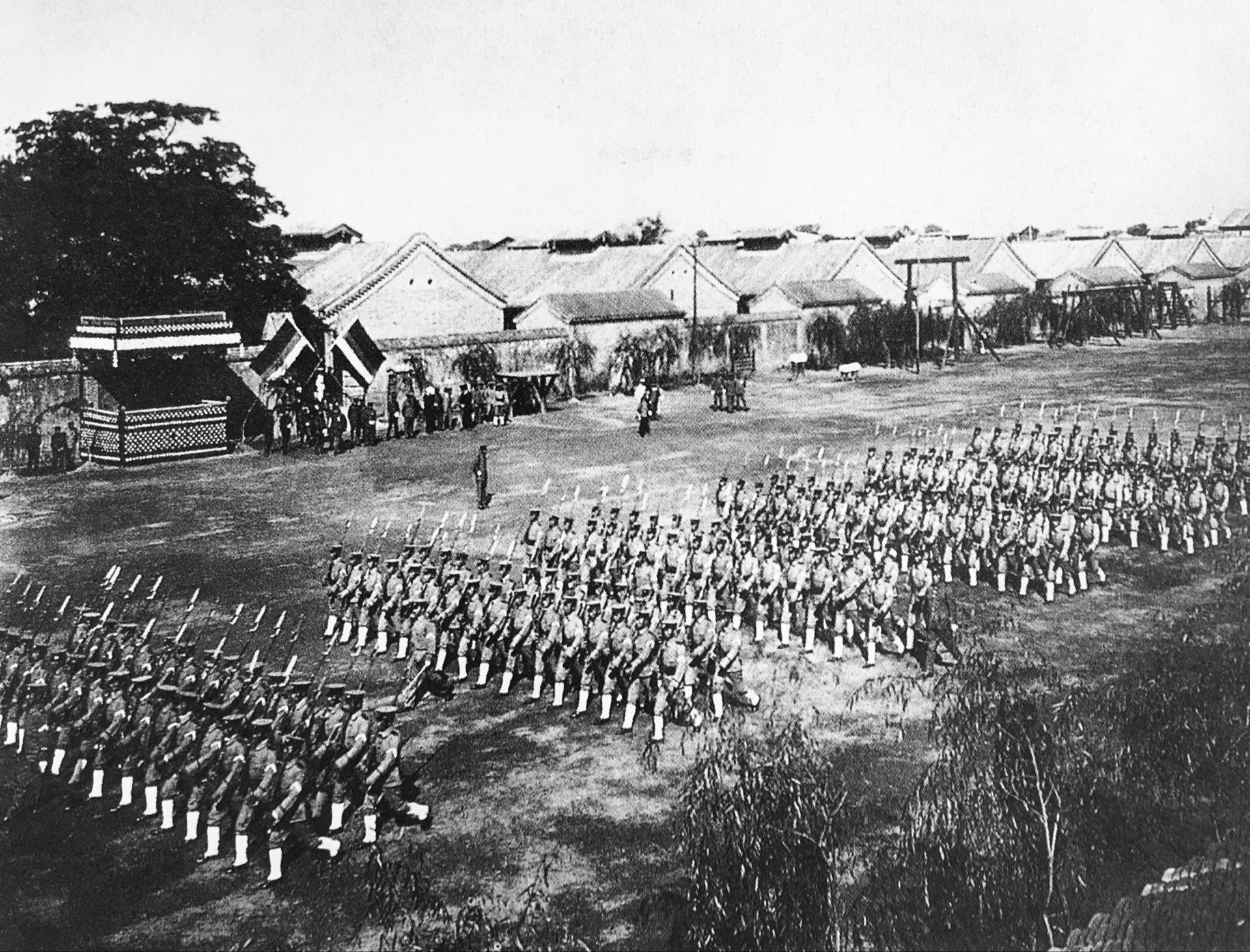
中华民国的北洋新軍
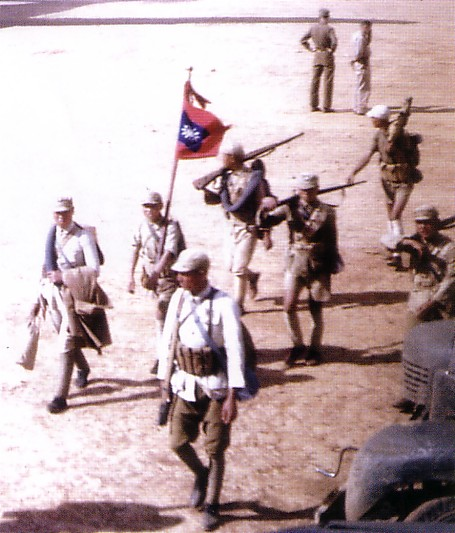
国民革命军第二十六师

### 空天军
中国人民解放军火箭军，是中国人民解放军的军种之一，由中央军事委员会直接领导指挥，以地对地常规及战略导弹为主要装备，担负常规導彈目标打击和核打擊及核反击战略作战等任务。

## 著名战役
- 长平之战是中國東周戰國時代秦國進攻趙國的大規模戰役。由于赵孝成王的决策失误，用纸上谈兵的赵括换下经验老道的廉颇，致赵军大败，被秦将白起坑杀40万降兵。長平之戰是為戰國形勢轉折点，經此一役，六國皆不再有力單獨對抗秦軍[4]，四十年後，秦滅六國。
- 淮海战役是第二次国共内战中的“三大战役”之一，由中國人民解放軍60万人進攻中華民國國軍徐州剿匪總司令部防區80万人。自1948年11月6日至1949年1月10日，歷時66天，解放軍殲滅國軍5个兵团和1個綏靖區部隊，計22个军56个师，共55.5万人。[5]
- 朝鲜战争是中华人民共和国成立后第一次参与的战争，在整个抗美援朝战争期间，中国人民志愿军共歼敌71.8477万人。加上朝鲜人民军1950年6月25日至1953年7月27日歼敌数，中朝军队共歼敌109.3839万人，其中美军39万余人，韩军66万余人，其余仆从军2万余人。击落击伤和缴获敌机12224架，击毁击伤和缴获敌坦克3064辆，击沉击伤敌舰船257艘。